# Rodelbaan (De Waarbeek)
De Rodelbaan is een stalen achtbaan in het Nederlandse attractiepark De Waarbeek bij Hengelo.
Het is de grootste trekpleister van het attractiepark, voornamelijk vanwege de historische waarde ervan. De Rodelbaan werd in 1930 geopend en is nog steeds in werking, waarmee het de op een oudste nog werkende stalen achtbaan ter wereld is. Hoewel de naam anders doet vermoeden, heeft de attractie niets met rodelen te maken, behalve dat het idee van de latere rodelbaan hierop is gebaseerd, milde afdalingen en de snelheid is afhankelijk van het gewicht.

## Uitvoering van de achtbaan

### Techniek
De achtbaan werd door De Waarbeek zelf gebouwd, uit onderdelen geleverd door het Japanse bedrijf ACA. De karren bieden plaats aan vier personen, al wordt het met slecht weer nog weleens verboden om een kar met meer dan twee personen te gebruiken. Vanwege het gevaar van doorschuiven wordt de attractie bij zware regen zelfs gesloten. Dit heeft te maken met het "skidbrake" remsysteem van de attractie, dat vrijwel bij geen enkele andere achtbaan gebruikt wordt. Dit remsysteem zit niet in de karren maar in het eindstation. Daar drukken remstaven zich tegen een plaat aan de onderkant van het karretje en duwen dat omhoog. De rest van de techniek is ook ongebruikelijk voor achtbanen, zoals de in doorsnee trechtervormige wielen die aan de binnenkant een grotere diameter en flenzen hebben, een systeem dat door de spoorwegen wel gebruikt wordt. Vanwege de beperkte snelheid is het ondanks de open zijden van de karren niet nodig om vast te zitten in beugels, en kan men zelfs staan tijdens de rit. Inmiddels zijn de zijkanten en zittingen voorzien van een heupbeugel, waardoor men niet meer kan staan tijdens de rit. Ergens in 2019 is een van de twee treinen van de baan verwijderd. 

### Uiterlijk
De achtbaan is een onregelmatige vijfhoek die onder de entreebrug door gaat en om gebouwen heen loopt. De hoogste afdaling heeft een hoogteverschil van exact vier meter. De baan zelf had door de jaren heen verschillende kleuren. Op elke wagen was op de voorkant in gele letters de tekst: "Attractiepark De Waarbeek Hengelo" te lezen.
In de winterstop van 2020 naar 2021 is het station voorzien van nieuwe schilderingen in safari stijl. De wachtrij is hierbij ook volledig vernieuwd en loopt nu over een oud stuk baan van de oldtimers (deze baan is ingekort in dezelfde winter). In de wachtrij staan nu enkele beelden van dieren waaronder een gorilla die op het dak van het station staat. Er speelt ook safarimuziek in de wachtrij. 

## Technische gegevens
- Maximale hoogte: 4 meter
- Wagens: Losse karren (geen treinen) voor maximaal vier personen. De inzittenden zitten twee aan twee. De wagens hebben vanvoor aan de zitplaats een metalen buis op een vaste hoogte waaraan inzittenden zich vast kunnen houden. Enkele decennia na de opening zijn er ook heupbeugels aan de zitplaatsen toegevoegd.
- Aantal afdalingen: vijf.
- Duur: ongeveer een minuut.